# پلی پتیکوسراس
پلی پتیکوسراس (نام علمی: Polyptychoceras) نام یک سرده از راسته شاخ‌قوچی‌سانان است که در اواخر دوره کرتاسه می زیسته است.